# 杏园街道
湖田街道，是中华人民共和国山東省淄博市张店区下辖的一个乡镇级行政单位。

## 行政区划
杏园街道下辖以下地区：
洪一社区、洪二社区、洪三社区、杏园社区、保安社区、新华街社区、新道街社区、良乡社区、大成社区、福昇社区、福兴社区、福连社区、柳杭社区、官庄社区、店子社区、商家村、南焦宋村、下湖村、上湖村、北焦宋村、辛安店村、西张村、华光集团社区、鲁中监狱社区和湖田石灰石矿社区。